# Мусахан
Мусахан (умер в 1704 году) — узбекский хивинский хан из династии шибанидов в 1703—1704.
После отстранения от власти Сайид Али-хана, на престол взошел Мусахан, сын Джочи-хана. Он выпускал монеты со своим именем. Его власть распространялась до Мерва и Астрабада, жители которых платили ему джизью и харадж. Однако позже у него возник конфликт с эмирами Хорезма, он бежал в Мерв, но был убит около 1704 года. В 1704 году к власти пришел Йадигар-хан сын Хаджи Мухаммад-хана.